# أحسن التقاسيم في معرفة الأقاليم
أحسن التقاسيم في معرفة الأقاليم هو كتاب جغرافي، ألفة محمد بن أحمد المقدسي المعروف بالمقدسي البشاري (336 هـ-380 هـ، يعد الكتاب أحد أشهر الموسوعات الجغرافية التي ظهرت في القرن الرابع الهجري - العاشر الميلادي، وقد أفرد مصنفه أبو عبد الله محمد بن أحمد المقدسي بذكر الأقاليم الإسلامية وما فيها من البحار والبحيرات والأنهار، ووصف أمصارها المشهورة ومدنها المذكورة، ومنازلها المسكونة، وطرقها المستعملة، وعناصر العقاقير والآلات، ومعادن الحمل والتجارات، واختلاف أهل البلدان في كلامهم وأصواتهم وألسنتهم وألوانهم، ومذاهبهم ومكاييلهم وأوزانهم، ونقودهم وصروفهم، وصفة طعامهم وشرابهم ومأكلهم وثمارهم ومياههم، ومعرفة مفاخرهم وعيوبهم، وما يحمل من عندهم وإليهم، وذكر مواضع الأخطار، وعدد المنازل، وذكر الرمال والتلال والسهول والجبال، ومعادن السعة والخصب، ومواضع الضيق والجدب، وذكر المشاهد والمراصد والخصائص، والممالك والحدود والمصادر، وذكر الصنائع والعلوم.

## توطئة
قال المقدسي البشاري الواوي (نسبة إلى ابن اوى كثير التنقل والترحال) في مقدمة كتابه: اعلم أني أسست هذا الكتاب على قواعد محكمة وأسندته بدعائم قوية وتحريت جهدي الصواب، واستعنت بفهم أولي الألباب، وسألت الله عز اسمه أن يجنبني الخطأ والزلل، ويبلغني الرجاء والأمل، فأعلي قواعد وأرصف بنيان ما شاهدته وعقلته، وعرفته وعلقته، وعليه رفعت البنيان، وعملت الدعائم والأركان، ومن قواعده أيضا وأركانه، وما استعنت به على تبيانه سؤال ذوي العقول من الناس، ومن لم أعرفهم بالغفلة والالتباس عن الكور والأعمال في الأطراف التي بعدت ولم يتقدر لي الوصول إليها، فما وقع عليه اتفاقهم أثبته، وما اختلفوا فيه نبذته، وما لم يقر في قلبي ولم يقبله عقلي أسندته إلى الذي ذكره، أو قلت زعموا وشحنته بفصول وجدتها في خزائن الملوك، وكل من سبقنا إلى هذا العلم لم يسلك الطريق التي قصدتها، ولا طلب الفوائد التي أردتها.